# Dani Pérez
Daniel Pérez Masip, detto Dani (Barcellona, 24 luglio 1969), è un ex cestista spagnolo.

## Palmarès
- Liga catalana: 1

Joventut Badalona: 1988
- Copa Príncipe de Asturias: 1

Joventut Badalona: 1989
- Coppa Korać: 1

Joventut Badalona: 1989-90
- Eurolega: 1

Joventut Badalona: 1993-94